# Ligue des champions féminine du CECAFA
La Ligue des champions féminine du CECAFA est une compétition féminine de football rassemblant les meilleurs clubs du CECAFA. Créée en 2021, elle se déroule chaque année et sert de tournoi qualificatif pour la Ligue des champions de la CAF.

## Histoire
La première édition de la compétition a lieu au Kenya en 2021. Les Vihiga Queens remportent le tournoi à domicile après avoir dominé le CBE FC en finale (2-1).
Les tenantes du titre ne peuvent malheureusement pas participer à la 2e édition puisque la Fédération du Kenya est suspendue par la FIFA. Cette édition 2022 se déroule cette fois en Tanzanie. C'est à nouveau l'équipe à domicile qui l'emporte avec une victoire cette fois-ci des Simba Queens, qui battent She Corporate 1-0.
L'édition 2023 se déroule en Ouganda. Les Éthiopiennes du CBE FC échouent une nouvelle fois à remporter le tournoi, battues aux tirs au but par les JKT Queens qui gardent le trophée en Tanzanie.
Après deux finales perdues et une troisième place, le CBE FC décroche enfin le sacre lors de l'édition 2024, organisée chez les Éthiopiennes. Elles battent les Kenya Police Bullets en finale sur la plus petite des marges (1-0).

## Palmarès

### Palmarès par édition
| Saison | Hôte     | Vainqueur     | Finaliste            | Troisième      | Quatrième     | Meilleure buteuse       |
| ------ | -------- | ------------- | -------------------- | -------------- | ------------- | ----------------------- |
| 2021   | Kenya    | Vihiga Queens | CBE FC               | Lady Doves     | Simba Queens  | Loza Abera (13)         |
| 2022   | Tanzanie | Simba Queens  | She Corporate        | CBE FC         | AS Kigali     | Loza Abera (11)         |
| 2023   | Ouganda  | JKT Queens    | CBE FC               | Buja Queens    | Vihiga Queens | Fazila Ikwaput (en) (8) |
| 2024   | Éthiopie | CBE FC        | Kenya Police Bullets | Kawempe Muslim | Simba Queens  | Senaf Wakuma (6)        |

### Palmarès par club
|    | Club                        | Titres | Finales | 3e places | 4e places |
| -- | --------------------------- | ------ | ------- | --------- | --------- |
| 1. | Commercial Bank of Ethiopia | 1      | 2       | 1         | 0         |
| 2. | Simba Queens                | 1      | 0       | 0         | 2         |
| 3. | Vihiga Queens               | 1      | 0       | 0         | 1         |
| 3. | JKT Queens                  | 1      | 0       | 0         | 0         |
| 5. | She Corporate               | 0      | 1       | 0         | 0         |
| 5. | Kenya Police Bullets        | 0      | 1       | 0         | 0         |
| 6. | Lady Doves                  | 0      | 0       | 1         | 0         |
| 6. | Buja Queens                 | 0      | 0       | 1         | 0         |
| 6. | Kawempe Muslim              | 0      | 0       | 1         | 0         |
| 8. | AS Kigali                   | 0      | 0       | 0         | 1         |

### Palmarès par pays
|    | Club     | Titres | Finales | 3e places | 4e places |
| -- | -------- | ------ | ------- | --------- | --------- |
| 1. | Tanzanie | 2      | 0       | 0         | 2         |
| 2. | Éthiopie | 1      | 2       | 1         | 0         |
| 3. | Kenya    | 1      | 1       | 0         | 1         |
| 4. | Ouganda  | 0      | 1       | 2         | 0         |
| 5. | Burundi  | 0      | 0       | 1         | 0         |
| 6. | Rwanda   | 0      | 0       | 0         | 1         |

## Meilleures buteuses

### Meilleures buteuses par saison
| Saison | Meilleure buteuse   | Club                        | Buts |
| ------ | ------------------- | --------------------------- | ---- |
| 2021   | Loza Abera          | Commercial Bank of Ethiopia | 13   |
| 2022   | Loza Abera          | Commercial Bank of Ethiopia | 11   |
| 2023   | Fazila Ikwaput (en) | Kampala Queens              | 8    |
| 2024   | Senaf Wakuma        | Commercial Bank of Ethiopia | 6    |

### Meilleures buteuses de l'histoire de la compétition
|    | Joueuse                | Club                                | Buts |
| -- | ---------------------- | ----------------------------------- | ---- |
| 1. | Loza Abera             | Commercial Bank of Ethiopia (29)    | 29   |
| 2. | Medina Awol            | Commercial Bank of Ethiopia (14)    | 14   |
| 3. | Fazila Ikwaput (en)    | Lady Doves (5), Kampala Queens (8)  | 13   |
| 4. | Jentrix Shikangwa      | Vihiga Queens (7), Simba Queens (3) | 10   |
| 5. | Vivian Corazone (en)   | Simba Queens (9)                    | 9    |
| 6. | Aregash Khalsa Tadesse | Commercial Bank of Ethiopia (7)     | 7    |
| 6. | Senaf Wakuma           | Commercial Bank of Ethiopia (7)     | 7    |
| 8. | Maurine Achieng        | Vihiga Queens (6)                   | 6    |
| 8. | Asha Djafari (en)      | Simba Queens (5), Buja Queens (1)   | 6    |
| 8. | Phiona Nabbumba (en)   | She Corporate (6)                   | 6    |
| 8. | Opah Clement           | Simba Queens (5)                    | 5    |
| 8. | Hadijah Nandago        | Kawempe Muslim (5)                  | 5    |
| 8. | Topister Situma (en)   | Buja Queens (5)                     | 5    |
| 8. | Zawadi Usanase         | AS Kigali (5)                       | 5    |